# Battletoads (jogo eletrônico de 2020)
Battletoads é um jogo eletrônico de briga de rua desenvolvido pela Dlala Studios com assistência da Rare e publicado pela Xbox Game Studios. É uma reboot da série Battletoads e a primeira nova entrada em 26 anos após Battletoads Arcade de 1994. O jogo foi lançado em 20 de agosto de 2020, para plataformas Microsoft Windows e Xbox One.

## Jogabilidade
Assim como o Battletoads original, o jogo é um beat 'em up de rolagem lateral. Até três jogadores podem jogar cooperativamente como Battletoads; Rash, Pimple e Zitz, cada um com estilos de jogo distintos. O estilo gráfico do jogo é desenhado à mão e tem uma estética mais estilo cartoon do que os jogos da série anterior.
O jogo tem uma pista de obstáculos que lembra o notoriamente difícil Turbo Tunnel do jogo original, mas em vez da visão lateral do original, a do reboot tem a câmera atrás das motos. A sequência reiniciada mantém sua dificuldade nostálgica, com sua tela de game over fornecendo ao jogador mensagens de encorajamento, mas também apresenta uma variedade de níveis de dificuldade selecionáveis.

## Trama
Presos em um bunker de simulador de fantasia por 26 anos, os Battletoads acordam e descobrem que não são mais heróis intergalácticos e caíram na obscuridade dos dias modernos. Em uma tentativa de recuperar sua glória, eles decidiram derrotar mais uma vez seu antigo inimigo de longa data, a Rainha das Trevas. Mas quando eles confrontam a rainha, eles acabam se unindo a ela para derrotar uma raça alienígena maligna chamada Topians, que não apenas roubou os poderes da rainha, mas também foi quem prendeu os sapos no bunker.

## Desenvolvimento e lançamento
O reboot foi desenvolvido pela Dlala Studios com a assistência e supervisão do criador da série Rare. Dlala Studios trabalhou anteriormente em Overruled, um jogo de luta de plataforma. Antes do anúncio do jogo na E3 2018, a série Battletoads estava inativa há décadas e foi exibida pela última vez na compilação retrospectiva Rare Replay de 2015. A intenção da Rare era refazer a jogabilidade clássica de Battletoads sem as limitações do hardware dos anos 1980. O jogo recebeu seu primeiro trailer de gameplay na E3 de junho de 2019 e foi jogável na feira comercial X019 da Microsoft em novembro. O jogo foi originalmente previsto para lançamento em 2019 como exclusivo do Xbox One, mas foi posteriormente programado para lançamento em 20 de agosto de 2020, para Windows e Xbox One.

## Recepção
Em uma prévia do jogo, IGN escreveu que faltava ao jogo a plataforma difícil pela qual o original era conhecido, embora o jogo em si permanecesse difícil. GamesRadar elogiou o progresso de Dlala no jogo em uma demonstração de meados de 2019. Dois meses após seu lançamento, a Rare informou que o jogo alcançou mais de um milhão de jogadores únicos.

### Resposta da Crítica
Battletoads recebeu críticas mistas. O site de análise agregada Metacritic deu ao PC a versão 66/100 e a versão de Xbox One recebeu 72/100. Chris Scullion, do Pure Xbox, deu ao jogo uma nota 8 de 10, elogiando a animação, o diálogo, a trilha sonora e a grande variedade de dificuldade, mas foi mais crítico em relação aos níveis repetitivos, movimentos limitados e seções de quebra-cabeça. Joe Juba da Game Informer avaliou o jogo em 5/10 e o descreveu como "um pântano raso", criticando o jogo por sua escrita "agressivamente sem graça", história pobre e combate "mediano", além de afirmar que o jogo parecia inacabado, embora sendo apreciando seus controles e falta de problemas técnicos.